# Efecte IA
L'efecte IA (intel·ligència artificial) és el descompte del comportament d'un programa d'intel·ligència artificial com a intel·ligència no "real".
L'autora Pamela McCorduck escriu: "Forma part de la història del camp de la intel·ligència artificial que cada vegada que algú descobria com fer que un ordinador fes alguna cosa: jugar a bones dames, resoldre problemes senzills però relativament informals, hi havia un cor de crítics per digues: "això no és pensar".
L'investigador Rodney Brooks es queixa: "Cada cop que en descobrim una part, deixa de ser màgic; diem:" Oh, això és només un càlcul '.

## Definició
"L'efecte IA" es refereix a un fenomen on s'ajusta la definició d'IA o el concepte d'intel·ligència per excloure les capacitats que els sistemes d'IA han dominat. Això sovint es manifesta com que les tasques que la IA pot realitzar amb èxit ja no es consideren part de la IA, o com la noció d'intel·ligència en si que es redefinia per excloure els assoliments de la IA. Edward Geist acredita a John McCarthy per haver encunyat el terme "efecte IA" per descriure aquest fenomen.
McCorduck anomena una "estranya paradoxa" que "els èxits pràctics de la IA, els programes computacionals que realment van aconseguir un comportament intel·ligent van ser assimilats aviat a qualsevol domini d'aplicació en què es va trobar útil i es van convertir en socis silenciosos juntament amb altres enfocaments de resolució de problemes, cosa que va deixar la IA. els investigadors només s'ocupen dels "fracasos", els fruits secs durs que encara no es podien trencar". És un exemple de moviment dels pals de la porteria.
El teorema de Tesler és:
La IA és el que encara no s'ha fet.
— Larry Tesler
Douglas Hofstadter ho cita com molts altres comentaristes.
Quan els problemes encara no s'han formalitzat, encara es poden caracteritzar per un model de càlcul que inclogui la computació humana. La càrrega computacional d'un problema es divideix entre un ordinador i un humà: una part la resol l'ordinador i l'altra part la resol un ésser humà. Aquesta formalització es coneix com una màquina de Turing assistida per humans.

## Les aplicacions d'IA esdevenen corrents
El programari i els algorismes desenvolupats pels investigadors d'IA s'integren ara en moltes aplicacions d'arreu del món, sense que realment se'ls anomena IA. Aquesta subestimació es coneix des de camps tan diversos com els escacs informàtics,  màrqueting, l'automatització agrícola l'hostaleria i el reconeixement òptic de caràcters.
Michael Swaine informa que "els avenços de la intel·ligència artificial no es veuen tant com a intel·ligència artificial en aquests dies, sinó que sovint es veuen com a avenços en algun altre camp". "La IA ha esdevingut més important a mesura que s'ha tornat menys visible", diu Patrick Winston. "En aquests dies, és difícil trobar un gran sistema que no funcioni, en part, a causa d'idees desenvolupades o madurades al món de la IA".
Segons Stottler Henke, "Els grans beneficis pràctics de les aplicacions d'IA i fins i tot l'existència d'IA en molts productes de programari passen desapercebuts per a molts malgrat l'ús ja generalitzat de tècniques d'IA al programari. Aquest és l'efecte de la IA. Molta gent de màrqueting ho fa" No utilitzeu el terme "intel·ligència artificial" fins i tot quan els productes de la seva empresa es basen en algunes tècniques d'IA?
Marvin Minsky escriu "Aquesta paradoxa va ser el resultat del fet que cada vegada que un projecte d'investigació d'IA feia un nou descobriment útil, aquest producte normalment es va escindir ràpidament per formar una nova especialitat científica o comercial amb el seu propi nom distintiu. Aquests canvis de nom van fer que els estrangers preguntessin., Per què veiem tan poc progrés en el camp central de la intel·ligència artificial?"
Nick Bostrom observa que "molta IA d'avantguarda s'ha filtrat en aplicacions generals, sovint sense anomenar-se IA perquè una vegada que alguna cosa esdevé prou útil i comú, ja no s'etiqueta AI".
L'efecte de la IA en la presa de decisions en la gestió del risc de la cadena de subministrament és una àrea molt poc estudiada
Per evitar el problema de l'efecte de la IA, els editors d'un número especial d' IEEE Software sobre IA i enginyeria de programari recomanen no vendre excessivament  –  ni promocionar  –  els resultats reals que es poden aconseguir per començar.
L'organització Bulletin of the Atomic Scientists considera l'efecte de la IA com una amenaça militar estratègica mundial. Assenyalen que enfosquia el fet que les aplicacions de la IA ja havien trobat el seu camí tant a les forces armades de la Unió Soviètica durant la Guerra Freda. Les eines d'IA per assessorar els humans sobre el desplegament d'armes van ser desenvolupades per ambdues parts i van rebre un ús molt limitat durant aquest temps. Creuen que aquest fracàs constantment canviant per reconèixer la IA continua soscavant el reconeixement humà de les amenaces a la seguretat en l'actualitat.
Alguns experts pensen que l'efecte de la IA continuarà, amb els avenços en IA produint contínuament objeccions i redefinicions de les expectatives del públic. Alguns també creuen que l'efecte de la IA s'ampliarà per incloure l'acomiadament de les intel·ligències artificials especialitzades.